# 19 février aux Jeux olympiques de 2010
Pour un article plus général, voir Jeux olympiques d'hiver de 2010.
Le vendredi 19 février aux Jeux olympiques d'hiver de 2010 est le huitième jour de compétition.

## Programme
| Heure UTC-8 (Vancouver)                       |               |
| bleu                                          | Cérémonie     |
| neutre                                        | Épreuve       |
| or                                            | Finale        |
| orange                                        | Petite finale |
| rose                                          | Reporté       |
| gris                                          | Annulé        |
| Compétition masculine                         | Hommes        |
| Compétition féminine                          | Femmes        |
| Compétition mixte (hommes et femmes mélangés) | Mixte         |
| Compétition en couple (1 homme et 1 femme)    | Couple        |
| modifier                                      |               |

| Horaire | Discipline Spécialité | Discipline Spécialité                               | Discipline Spécialité                      | Phase                                   | Résultats | Références |
| ------- | --------------------- | --------------------------------------------------- | ------------------------------------------ | --------------------------------------- | --------- | ---------- |
| 9:00    |                       | Curling                                             | Compétition femmes                         | Phase préliminaire 5e session           | 4 - 7     | -          |
| 9:00    |                       | Curling                                             | Compétition femmes                         | Phase préliminaire 5e session           | 4 - 6     | -          |
| 9:00    |                       | Curling                                             | Compétition femmes                         | Phase préliminaire 5e session           | 11 - 1    | -          |
| 10:00   |                       | Saut à ski LH individuel                            | Compétition hommes                         | Qualifications                          | -         | -          |
| 11:30   |                       | Ski alpin Super-G                                   | Compétition hommes                         | Finale                                  | -         | -          |
| 12:00   |                       | Hockey sur glace                                    | Compétition hommes                         | Manche préliminaire Groupe C Match 10   | 2 - 4     | -          |
| 13:00   |                       | Ski de fond 15 km poursuite                         | Compétition femmes                         | Finale                                  | -         | -          |
| 14:00   |                       | Curling                                             | Compétition hommes                         | Phase préliminaire 6e session           | 7 - 6     | -          |
| 14:00   |                       | Curling                                             | Compétition hommes                         | Phase préliminaire 6e session           | 3 - 10    | -          |
| 14:00   |                       | Curling                                             | Compétition hommes                         | Phase préliminaire 6e session           | 3 - 4     | -          |
| 14:00   |                       | Curling                                             | Compétition hommes                         | Phase préliminaire 6e session           | 7 - 5     | -          |
| 15:45   |                       | Skeleton                                            | Compétition femmes                         | 3e manche                               | -         | -          |
| 16:30   |                       | Hockey sur glace                                    | Compétition hommes                         | Manche préliminaire Groupe B - Match 11 | 5 - 2     | -          |
| 16:45   |                       | Patinage artistique Danse sur glace - Danse imposée | Compétition en couple (1 homme et 1 femme) | -                                       | -         | -          |
| 16:55   |                       | Skeleton                                            | Compétition femmes                         | Finale                                  | -         | -          |
| 18:20   |                       | Skeleton                                            | Compétition hommes                         | 3e manche                               | -         | -          |
| 19:00   |                       | Curling                                             | Compétition femmes                         | Phase préliminaire 6e session           | 4 - 5     | -          |
| 19:00   |                       | Curling                                             | Compétition femmes                         | Phase préliminaire 6e session           | 6 - 4     | -          |
| 19:00   |                       | Curling                                             | Compétition femmes                         | Phase préliminaire 6e session           | 4 - 11    | -          |
| 19:00   |                       | Curling                                             | Compétition femmes                         | Phase préliminaire 6e session           | 8 - 5     | -          |
| 19:50   |                       | Skeleton                                            | Compétition hommes                         | Finale                                  | -         | -          |
| 21:00   |                       | Hockey sur glace                                    | Compétition hommes                         | Manche préliminaire Groupe C - Match 12 | 5 - 0     | -          |

## Médailles du jour
- Pays organisateur (Canada)

| Rang  | Nation          | Or | Argent | Bronze | Total |
| ----- | --------------- | -- | ------ | ------ | ----- |
| 1     | Norvège         | 2  | 0      | 0      | 2     |
| 2     | Canada          | 1  | 0      | 0      | 1     |
| 2     | Grande-Bretagne | 1  | 0      | 0      | 1     |
| 4     | Allemagne       | 0  | 1      | 1      | 2     |
| 4     | États-Unis      | 0  | 1      | 1      | 2     |
| 6     | Lettonie        | 0  | 1      | 0      | 1     |
| 6     | Suède           | 0  | 1      | 0      | 1     |
| 8     | Pologne         | 0  | 0      | 1      | 1     |
| 8     | Russie          | 0  | 0      | 1      | 1     |
| Total | Total           | 4  | 4      | 4      | 12    |